# القمر الاصطناعي لعلوم الكم
التجارب الكمية في نطاق الفضاء (بالإنجليزية: Quantum Experiments at Space Scale، QUESS؛ بالصينية: 量子科学实验卫星؛ بينين: Liàngzǐ kēxué shíyàn wèixīng؛ ومعناها حرفيًّا «القمر الاصطناعي لعلوم الكم»)، ويلقب بميسيوس أو موزي (بالصينية: 墨子) على اسم الفيلسوف والعالم الصيني القديم، هو مشروع قمر اصطناعي صيني-نمساوي مشترك تشغله أكاديمية العلوم الصينية بالتعاون مع جامعة فيينا وأكاديمية العلوم النمساوية. مهمة المشروع إجراء تجارب كمية بصرية على مسافات بعيدة في مسعًى لتطوير التشفير الكمي وتقنيات الانتقال الآني الكمي. سيستخدم العلماء القمر الاصطناعي لإقامة قناة اتصال كمية مشفرة بين بكين وفيينا. وُصف هذا القمر الاصطناعي بأنه أول قمر اصطناعي كمي في العالم. أُطلق من مركز إطلاق جيوتشوان في شمال غرب الصين بتاريخ 16 أغسطس 2016.
طور هذا القمر الصناعي فريق يقوده الباحث جيان وي بان من جامعة هيفي للعلوم والتكنولوجيا بالصين. وجيان هو أحد تلامذة أنطون تسايلينجر، وهو من أوائل الباحثين في مجال اتصالات الكم.
في 29 سبتمبر، 2017، استخدم القمر الاصطناعي بنجاح في إجراء اتصال فيديو مشفر كموميًّا بين رئيس أكاديمية العلوم الصينية تشن لي باي ونظيره النمساوي أنطون تسايلينجر.

## توزيع المفتاح الآمن
الأداة الرئيسية في قمر QUESS هي جهاز لقياس التداخل يعتمد على تأثير سانياك. هذا الجهاز يمكنه توليد أزواج من الفوتونات المتشابكة التي يمكن إرسالها إلى الأرض. وسيسمح هذا للقمر الاصطناعي بتنفيذ عملية توزيع للمفتاح الكمي لمحطتين أرضيتين. في عملية توزيع المفتاح الكمي، يتشارك الطرفان المتصلان مفتاحًا سريًّا عشوائيًّا مرسل باستخدام أزواج من الفوتونات المتشابكة باستقطاب عشوائي، ويتلقى كل طرف نصف الزوج المرسل. هذا المفتاح السري يُستخدم كلوحة مرة واحدة ليسمح للطرفين بالاتصال بأمان عبر قناة اتصال تقليدية. كل محاولة للتنصت على عملية إرسال واستقبال المفتاح ستحدث تغيرًا في حالة الاشتباك بين الفوتونات في صورة يمكن رصدها. وقد جرت في السابق عملية توزيع المفتاح الكمي على الأرض، وذلك بين مرصدين يقعان على نفس خط البصر، وعن طريق الألياف الضوئية الناقلة للفوتونات. إلا أن الألياف الضوئية والجو يسببان تشتتًا يدمر حالة الاشتباك بين الفوتونات، وهو ما يحد من المسافة التي يمكن عبرها تنفيذ توزيع المفتاح الكمي. وفي حالة إرسال المفاتيح الكمية من أقمار اصطناعية في المدار يكون التشتت أقل، وهو ما يسمح بتنفيذ عملية توزيع المفتاح الكمي على مسافات أبعد.

## مشاريع شبيهة
القمر الاصطناعي QUESS هو أول مركبة فضائية قادرة على توليد الفوتونات المتشابكة في الفضاء، مع أن إرسال الفوتونات المتشابكة بواسطة الأقمار الاصطناعية قد جرى قبل ذلك بواسطة الفوتونات المنعكسة المولدة في محطات أرضية. وقد تمكنت الجامعة الوطنية في سنغافورة وجامعة ستراثكلايد من توليد فوتونات مترابطة، لكنها غير متشابكة، وذلك بقمر اصطناعي من نوع Qubesat.